# کوخوووه
کوخوووه (به لهستانی:  Kochłowy) یک روستا در لهستان است که در گمینا اوستژشوو واقع شده‌است.